# スリランカのスポーツ
スリランカのスポーツでは、スリランカ民主社会主義共和国におけるスポーツについて記述する。

## 団体競技

### クリケット
スリランカはイギリスの植民地だった影響もあり、クリケットが最も人気のスポーツとなっている。1832年には同国に既に伝わっており、1882年には最初の非公式国際試合が行われた。1937年からはクラブ対抗の国内選手権も行われており、1982年からは公式のテスト・マッチに参加するようになった。
1996年にはクリケット・ワールドカップで初優勝している。さらに国際クリケット評議会のフルメンバーにもなっている。ムティア・ムラリタランはクリケットの歴史の中でも最も偉大なボウラーであり、クマール・サンガッカラは世界有数のバッツマンである。

### サッカー
スリランカでは近年クリケットを凌ぐ勢いでサッカーの人気が上昇しており、2018年に国際サッカー連盟（FIFA）の助言と支援を受けて、2021年に念願のプロサッカーリーグである「スリランカ・スーパーリーグ」が創設された。当初は2020年に開催される予定であったが、新型コロナウイルス感染症の世界的流行により延期されていた。
スリランカサッカー連盟（FFSL）によって構成されるサッカースリランカ代表は、FIFAワールドカップおよびAFCアジアカップへの出場歴はないものの、南アジアサッカー選手権では1995年大会で優勝している。また、AFCチャレンジカップでは2006年大会で準優勝に輝いている。

## 個人競技

### 陸上
2000年シドニーオリンピックの陸上競技200mで、スサンティカ・ジャヤシンゲが銀メダルを獲得している。これはスリランカの選手としては、イギリス領セイロン時代の1948年ロンドンオリンピックの陸上競技・男子400mハードルで、ダンカン・ホワイトが獲得した銀メダル以来52年ぶりのメダルであった。

### ボクシング
2008年北京オリンピックにて、アヌラーダ・ラトナヤケがスリランカから初めてボクシング競技に出場を果たした。また、2015年12月17日にはコロンボの「マハラジャTVステインスタジオ」にて、スリランカ初のプロボクシング興行が日本のフュチュールのプロモートにより行われ、メインで池山直がWBO女子世界アトム級王座を防衛した。